# Mitchellania hermosa
Mitchellania hermosa är en urinsektsart som beskrevs av John L. Wray 1953. Mitchellania hermosa ingår i släktet Mitchellania och familjen Hypogastruridae. Inga underarter finns listade i Catalogue of Life.